# Dorymyrmex pyramicus
Dorymyrmex pyramicus es una especie de hormiga del género Dorymyrmex, subfamilia Dolichoderinae. Fue descrita científicamente por Roger en 1863.
Se distribuye por Argentina, Bahamas, Belice, Brasil, Canadá, Colombia, Costa Rica, Cuba, Guayana Francesa, Guatemala, Guyana, Haití, Honduras, México, Panamá, Puerto Rico, Surinam, Estados Unidos y Uruguay. Se ha encontrado a elevaciones de hasta 2591 metros. Vive en microhábitats como la vegetación baja, nidos y debajo de rocas.